# Флитешти (Алба)
Флитешти (рум. Flitești) насеље је у Румунији у округу Алба у општини Блаж. Oпштина се налази на надморској висини од 355 m.

## Становништво
Према подацима из 2002. године у насељу је живело 4 становника.